# Venas pulmonares
Las venas pulmonares son el conjunto de venas encargadas de transportar la sangre desde los pulmones al corazón. Se trata de las únicas venas del organismo que llevan sangre oxigenada.
Las venas pulmonares se originan a partir de las redes de capilares de los lobulillos pulmonares y de las últimas divisiones bronquiales. Estas ramificaciones convergen hacia el hilio pulmonar en número de cuatro, dos troncos paralelos al bronquio derecho y otros dos paralelos al bronquio izquierdo. Son venas voluminosas, cortas y carecen de válvulas.
A través de ellas, la sangre oxigenada procedente del pulmón es transportada hasta el corazón, desembocando en la porción superior de la aurícula izquierda. Esta sangre llega al corazón luego de ser oxigenada mediante el proceso de hematosis que se lleva a cabo por medio de la barrera hematoalveolar en el pulmón. A continuación, desde la aurícula izquierda, la sangre pasa al ventrículo izquierdo a través de la válvula mitral y, saliendo del mismo por la válvula aórtica, se introduce en la arteria aorta para así ser distribuida al resto del cuerpo.